# Toporzyk (przystanek kolejowy)
Toporzyk – nieistniejący przystanek osobowy w Toporzyku w Polsce, w województwie zachodniopomorskim, w powiecie świdwińskim, w gminie Połczyn-Zdrój.